# François-Alfred Fleury-Hottot
Pour les articles homonymes, voir Fleury et Hottot.
François-Alfred Fleury-Hottot (né le 28 octobre 1831 à Saint-Germain-en-Laye, Yvelines - mort le 9 août 1889 à Anglet, Pyrénées-Atlantiques) est un prélat français du XIXe siècle, qui fut évêque de Digne de 1885 à 1887, puis évêque de Bayonne de 1887 à 1889.

## Biographie
Né de parents extrêmement modestes dont il est le premier enfant, François-Alfred Fleury-Hottot est ordonné prêtre pour le diocèse de Versailles le 17 mai 1856, après des études aux petit puis grand séminaires de cette ville. Tour à tour vicaire à Gonesse de 1856 à 1861, 1er vicaire de la cathédrale Saint-Louis de Versailles de 1861 à 1871, curé-doyen de Sèvres pendant 12 ans, il est choisi en 1884 par Pierre Goux pour devenir vicaire général du diocèse de Versailles. Chanoine honoraire de la cathédrale de Versailles dès le 6 novembre 1871, il est désigné le 5 février 1885 pour occuper le siège épiscopal de Digne. Confirmé par le pape Léon XIII le 27 mars suivant, il est consacré évêque en la cathédrale Saint-Jérôme de Digne par Théodore-Augustin Forcade, archevêque d'Aix, originaire comme lui du diocèse de Versailles, avec comme co-consécrateurs Pierre Marie Etienne Gustave Ardin et Adolphe-Josué-Frédéric Fiard (fi). En raison d'une santé délicate, il est promu au siège de Bayonne dès le 26 mai 1887 avant que de décéder promptement le 9 août 1899 au Couvent Notre-Dame du Refuge d'Anglet.
Flavien-Hottot était comte romain et assistant au trône pontifical.

## Armes
D'or à l'arbuste arraché de sinople, fleuri de trois fleurs de gueules, au chef chargé du chrismon complet d'argent.